# Liste der denkmalgeschützten Objekte in Reinsberg (Niederösterreich)
Die Liste der denkmalgeschützten Objekte in Reinsberg enthält die denkmalgeschützten, unbeweglichen Objekte der Gemeinde Reinsberg.

## Denkmäler
| Foto |                 | Denkmal                                                                 | Standort                                        | Beschreibung | Metadaten |
| ---- | --------------- | ----------------------------------------------------------------------- | ----------------------------------------------- | --- | --- |
| ja   | Datei hochladen | Kath. Pfarrkirche hl. Johannes der Täufer HERIS-ID: 4794 Objekt-ID: 651 | Reinsberg 19, neben Standort KG: Reinsberg      | Gotische Hallenkirche mit barockem, im Kern gotischem Westturm. Erste Hauptbauphase in der zweiten Hälfte des 13. Jahrhunderts, im 15. Jahrhundert Erweiterung durch ein Südschiff, Sakristeianbau, hallenförmige Langhauseinwölbung und Strebepfeileranordnung. Die Gründung einer herrschaftlichen Pfarre durch Adelheid von Reinsberg erfolgte bereits 1291. | BDA-Hist.: Q38070026 Status: § 2a Stand der BDA-Liste: 2025-06-30 Name: Kath. Pfarrkirche hl. Johannes der Täufer GstNr.: .13 Pfarrkirche hl. Johannes der Täufer, Reinsberg |
| ja   | Datei hochladen | Burgruine Reinsberg HERIS-ID: 4795 Objekt-ID: 652                       | Burggasse 40 (Burgruine) Standort KG: Reinsberg | Seit 1997 ist die Burganlage im Besitz der Gemeinde Reinsberg und dient als Ort von Theateraufführungen, Feste und Ausstellungen. | BDA-Hist.: Q1013645 Status: Bescheid Stand der BDA-Liste: 2025-06-30 Name: Burgruine Reinsberg GstNr.: .36 Burg Reinsberg                                                    |